# قيقب مازندراني
قيقب مازندراني (الاسم العلمي:Acer mazandaranicum) هو نوع من النباتات يتبع جنس القيقب من الفصيلة الصابونية.